# Rise of Nations: Thrones and Patriots
Rise of Nations: Thrones and Patriots је званични додатак за стратегијску игру Rise of Nations. Ова игра је друга у серијалу игара Rise of Nations, које је развио Big Huge Games.Thrones and Patriots је за Microsoft Windows у Америци изашла 27. априла 2004.а у Јапану 10. јуна исте године. Постоји и верзија за Mac OS X, изашла у новембру 2004.